# سیارک ۳۹۶۵
سیارک ۳۹۶۵ (به انگلیسی: 3965 Konopleva، نامگذاری:1975VA9) سه هزار و نهصد و شصت و پنجمین سیارک کشف شده‌است که در ۸ نوامبر ۱۹۷۵ کشف شد.
قدر مطلق سیارک برابر ۱۲٫۴۰ است.